# Max Joske
Max Joske (geboren 31. Mai 1851 in Birnbaum an der Warthe, Provinz Posen; gestorben 10. Mai 1933 in Leipzig) war ein deutsch-jüdischer Einzelhandels-Kaufmann und Kaufhaus-Unternehmer in Leipzig.

## Leben
Max Joske war der Sohn eines Kaufmanns aus Birnbaum in der damaligen Provinz Posen. Die Stadt zählte um 1900 etwa 3000 Einwohner und fiel nach dem Ersten Weltkrieg durch den Versailler Vertrag an Polen. Sie gilt als die Wiege der deutschen Kaufhäuser, weil mehrere dort ansässige Familien Warenhäuser in Deutschland gründeten: Der Hertie-Gründer Oscar Tietz (1858–1923), dessen Bruder Leonhard Tietz (1849–1914) sowie beider Onkel Hermann Tietz (1837–1907) als Kapital- und Namensgeber für die Warenhäuser, die Brüder Moritz (1872–1939) und Julius Ury (1873–1940), Gründer des Leipziger Warenhauses Ury, sowie die Familie Knopf (Warenhäuser Knopf) stammten aus dem Ort.
Als Max Joske 1898 nach Leipzig kam, nachdem er zuvor in Saalfeld tätig gewesen war, bestand in der Stadt bereits ein 1895 gegründetes Kaufhaus Gebrüder Joske im Gebäude Windmühlenstraße 4–12. In dieses Haus stieg Max Joske als neuer Gesellschafter ein. Weitere Joskesche Unternehmungen gab es in der Ladenzone des Hotels Sachsenhof (Johannisplatz 1–2) und im Haus Eisenbahnstraße 99.
Im Jahr 1900 eröffnete Max Joske im aufstrebenden Leipziger Stadtteil Plagwitz ein weiteres Kaufhaus, das erste im Leipziger Westen. Dazu hatte er eine Bäckerei im Haus Karl-Heine-Straße 43 erworben und bezog auch das Nachbarhaus Karl-Heine-Straße 45 sowie im Folgenden auch das benachbarte Eckhaus zur Ziegelstraße (seit 1945 Walter-Heinze-Straße) mit ein. Aus dem Kaufhaus an der Windmühlenstraße stieg er aus.
Die erfolgreiche Entwicklung des Plagwitzer Kaufhauses ermöglichte die Eröffnung eines weiteren in der Nachbarstadt Markranstädt.
Im Jahr 1924 übergab Max Joske die Kaufhäuser, die weiter unter M. Joske & Co. firmierten, seinen Söhnen Julius und Hans Joske. Sie beauftragten den Leipziger Architekten Wilhelm Haller (1884–1956), für das Plagwitzer Kaufhaus einen Erweiterungsbau zu entwerfen und eine einheitliche Fassade zu gestalten. Das Gebäude erhielt eine vorgehängte Holzfassade und einen umlaufenden schwarz-weißen Leuchtkasten. 1929 wurde das erweiterte Kaufhaus eingeweiht.
Mit dem Aufruf der Nationalsozialisten zum Boykott jüdischer Geschäfte am 1. April 1933 begann der Abstieg des Joskeschen Unternehmens in den Konkurs, dem 1938 die Zwangsversteigerung folgte. Sie erlebte Max Joske nicht mehr, da er sechs Wochen nach dem Boykottaufruf gestorben war.
Hans Joske gelang 1939 die Flucht nach Frankreich, wo er nach Internierung 1948 in Lyon starb. Sein Sohn Helmut und seine Tochter Hilde kamen auf verschiedenen Wegen nach Palästina und später Israel. Ehefrau Klara und Tochter Ruth wurden in Auschwitz ermordet. Für die gesamte Familie Hans Joske wurden am 23. November 2018 vor dem Gebäude Karl-Heine-Straße 43 Stolpersteine verlegt. Über das Schicksal von Hans Joskes Bruder Julius ist nichts bekannt.
2008 gründete eine Gruppe von Künstlern das Projekt Kaufhaus Joske, in dem sie in der Stadt über mehrere Jahre die Geschichte des Unternehmens recherchierten und mit Ausstellungen, Lesungen und Vorträgen einen lebendigen Gedenk- und Erinnerungsort schufen. In den Geschäftsräumen ist seit einigen Jahren die Filiale eines Biomarkts angesiedelt.

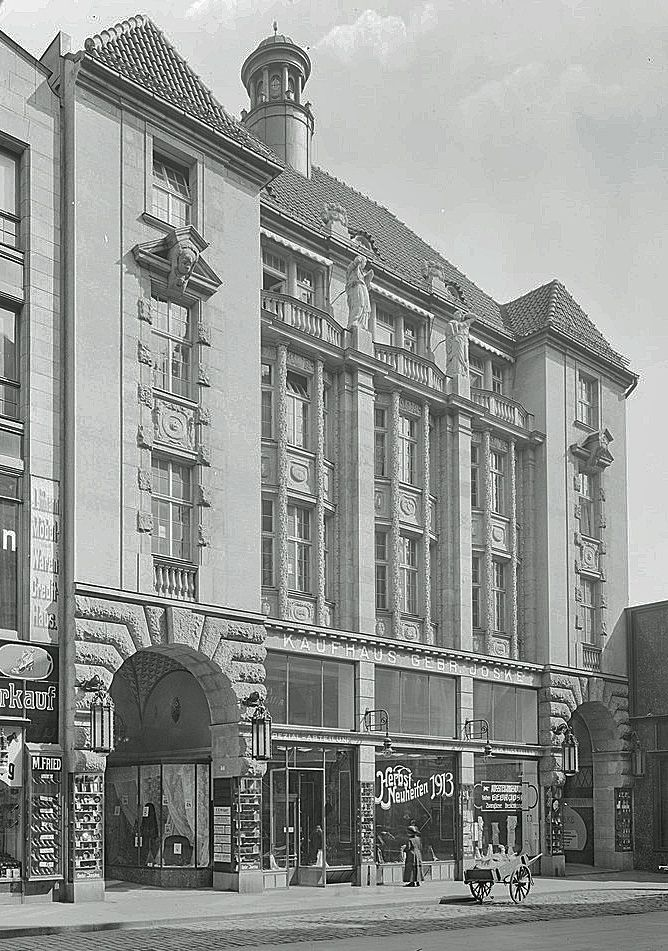
Gebr. Joske, Windmühlenstraße, Leipzig (1913)
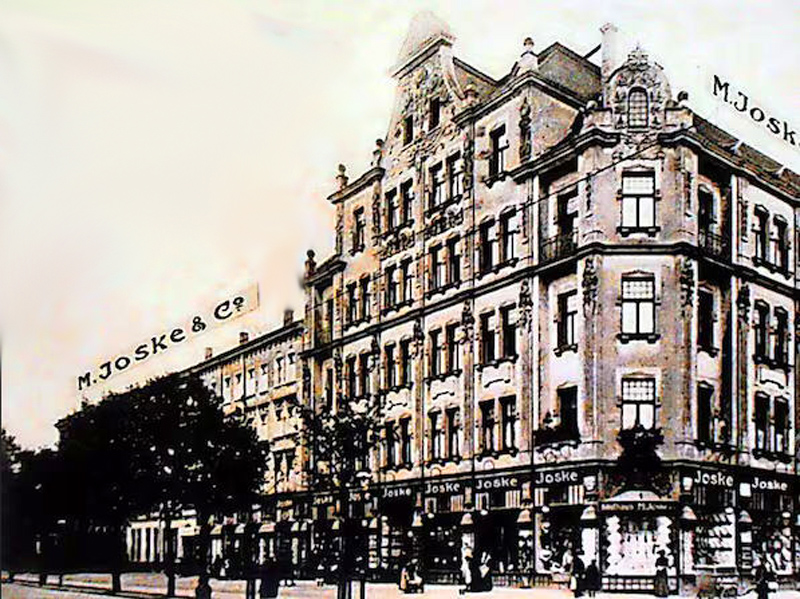
M. Joske & Co. in Plagwitz (um 1930)
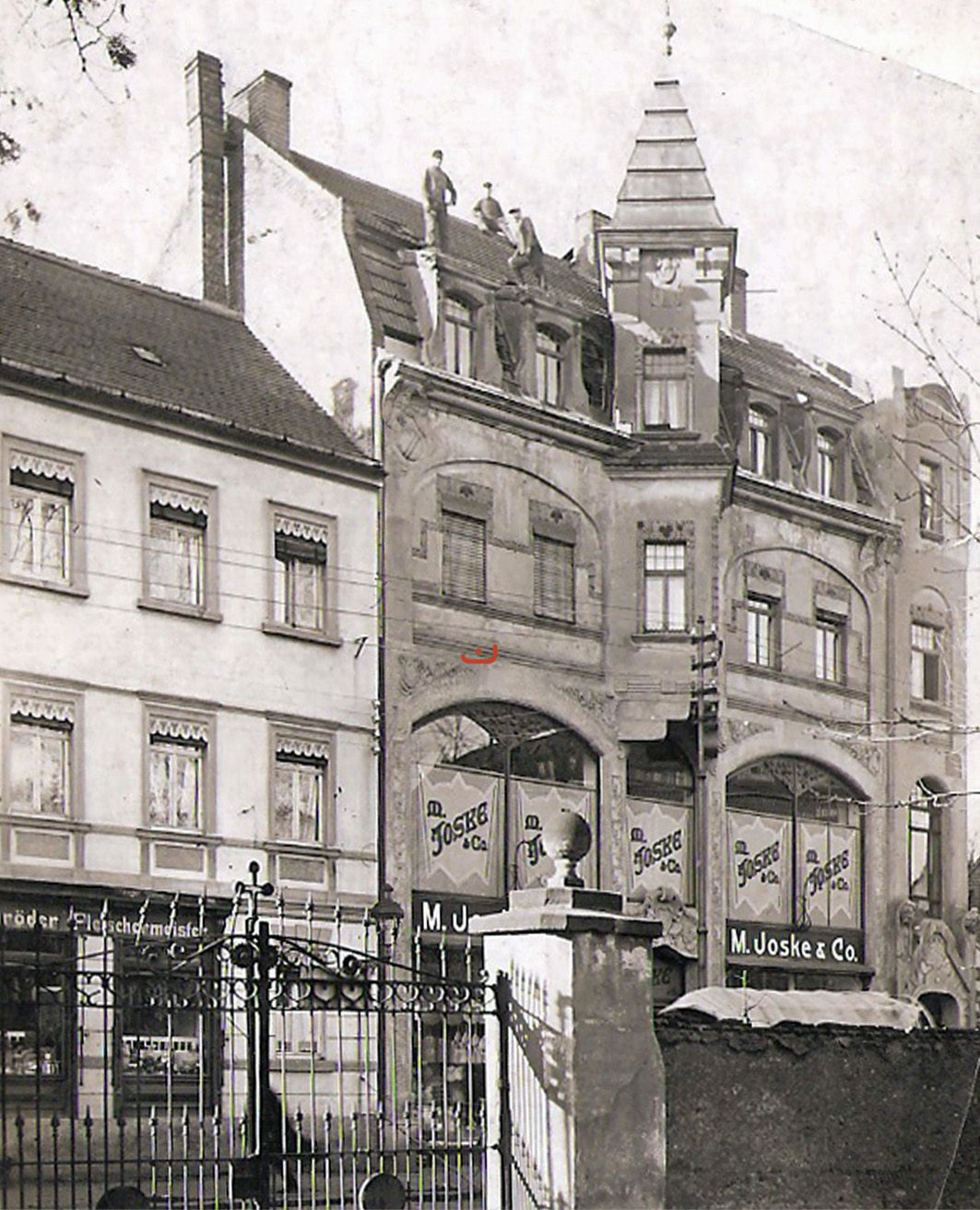
M. Joske & Co. in Markranstädt (um 1930)
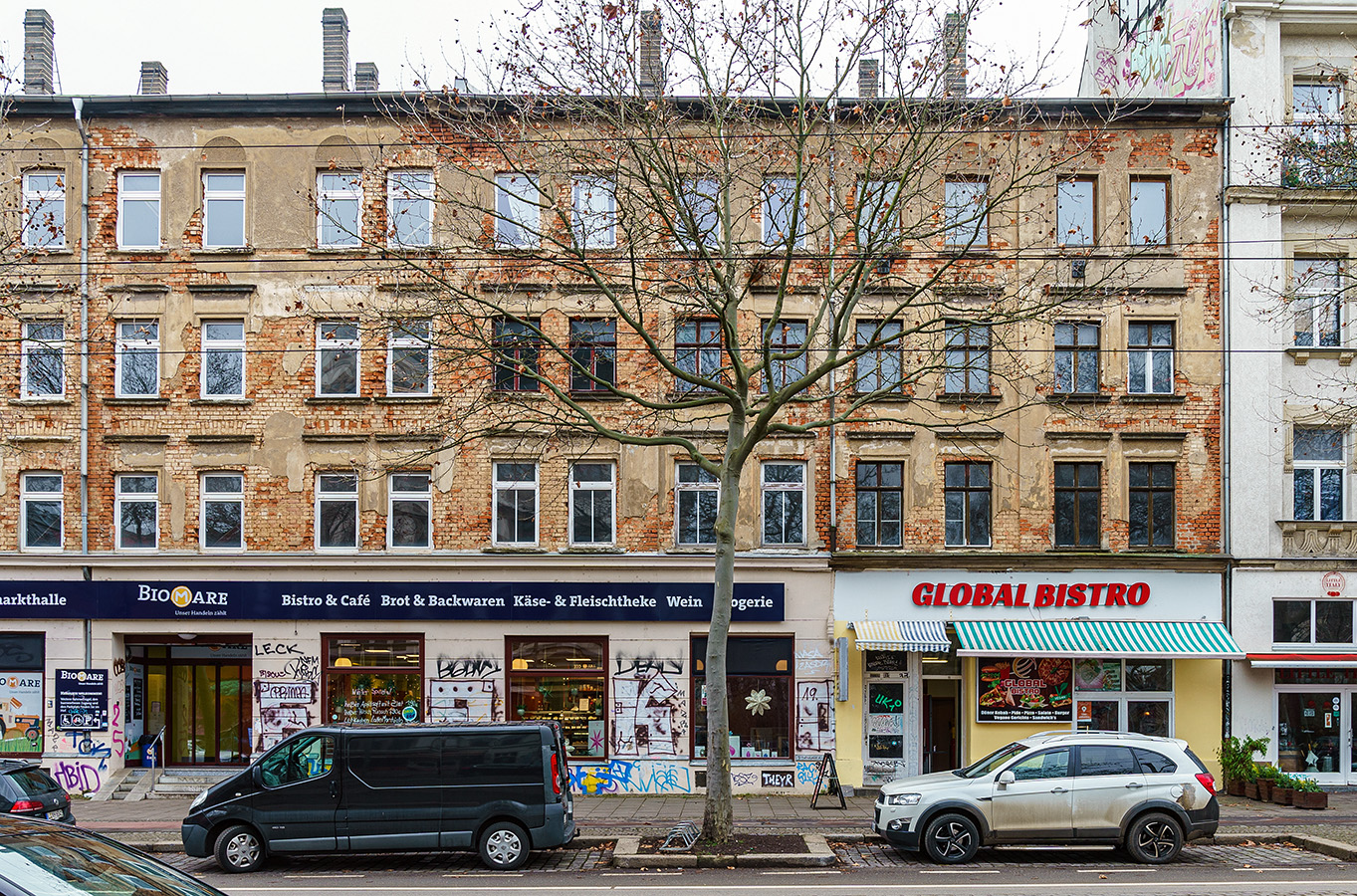
Karl-Heine-Straße 43/45, Leipzig (2021)